# All Killer No Filler
| 평가 점수                     | 평가 점수 |
| 출처                          | 점수      |
| ----------------------------- | --------- |
| AllMusic                      | [ 1 ]     |
| Drowned in Sound              | 4/10      |
| Entertainment Weekly          | C+        |
| Robert Christgau              | [ 4 ]     |
| Rolling Stone                 | [ 5 ]     |
| The Rolling Stone Album Guide | [ 6 ]     |

《All Killer No Filler》는 2001년 5월 8일에 발매된 캐나다의 록 밴드 썸 41의 데뷔 스튜디오 음반이다. 미국, 캐나다, 영국에서 플래티넘 인증을 받았다.
엇갈린 평가에도 불구하고, 이 음반은 빌보드 200에서 13위로 정점을 찍으며 상업적인 성공을 거두었다. 싱글 〈Fat Lip〉은 《빌보드》 얼터너티브 에어플레이에서 1위로 정점을 찍었다.

## 배경
이 음반의 스타일은 팝 펑크와 스케이트 펑크로 묘사되어 왔다. NOFX의 《Punk in Drublic》 음반은 그 음반에 상당한 영향을 미쳤다. 썸 41의 보컬리스트 데릭 위블리는 《All Killer No Filler》에 영향을 미친 사람으로 랜시드, 엘비스 코스텔로, 비틀즈, 페니와이즈를 꼽는다. 그 밴드는 그 음반의 주요 영향으로 그린 데이를 언급했다. "저는 《Dookie》가 나왔을 때 약 14살이었어요"라고 휘블리는 말한다. "〈Basket Case〉 비디오를 처음 본 기억이 나요. 매우 에너지가 넘쳤고 매우 달랐습어요. 저는 전에 이런 것을 본 적이 없었어요. 그 때부터 저는 즉각적인 팬이었어요."
《앱솔루트펑크》는 이번 음반에 대해 "학교가 헛소리라고 생각하기 시작한 11살에 부모님이 발견하지 않았으면 하는 음반이며, 정말 중요한 것은 솔직히 당신을 똥 취급하는 터무니없이 귀여운 소녀뿐"이라고 설명한 것은 물론, "가사는 모두가 공감할 수 있을 정도로 넓지만, 곡마다 특정한 사람이나 인생의 상황을 생각하게 할 정도로 구체적이다. 완벽한 균형"이라고 덧붙였다.
스티브 조크즈는 변기 위에 있는 동안 10분 만에 〈Pain for Pleasure〉를 작곡했다. 조크즈가 부른 이 노래는 아이언 메이든의 스타일을 오마주한 것이다. 공연을 하는 동안, 밴드는 의상과 페르소나를 그 스타일로 입는다.

## 곡 목록
모든 곡들은 특별한 언급이 없는 한 데릭 위블리에 의해 작사/작곡하였다.
| #   | 제목                            | 작사·작곡                     | 재생 시간 |
| --- | ------------------------------- | ----------------------------- | --------- |
| 1.  | 〈Introduction to Destruction〉 | 스티브 조크즈                 | 0:38      |
| 2.  | 〈Nothing on My Back〉          |                               | 3:01      |
| 3.  | 〈Never Wake Up〉               |                               | 4:26      |
| 4.  | 〈Fat Lip〉                     | 위블리, 조크즈, 데이브 바크시 | 2:58      |
| 5.  | 〈Rhythms〉                     |                               | 2:59      |
| 6.  | 〈Motivation〉                  |                               | 2:50      |
| 7.  | 〈In Too Deep〉                 |                               | 3:27      |
| 8.  | 〈Summer〉                      |                               | 2:49      |
| 9.  | 〈Handle This〉                 |                               | 3:37      |
| 10. | 〈Crazy Amanda Bunkface〉       |                               | 2:16      |
| 11. | 〈All She's Got〉               |                               | 2:22      |
| 12. | 〈Heart Attack〉                |                               | 2:49      |
| 13. | 〈Pain for Pleasure〉           | 조크즈                        | 1:43      |

## 인증
| 국가                                                            | 인증        | 판매량/출하량 |
| --------------------------------------------------------------- | ----------- | ------------- |
| 오스트레일리아 (ARIA)                                           | 골드        | 35,000^       |
| 캐나다 (뮤직 캐나다)                                            | 3× 플래티넘 | 300,000^      |
| 일본 (RIAJ)                                                     | 골드        | 100,000^      |
| 영국 (BPI)                                                      | 2× 플래티넘 | 600,000       |
| 미국 (RIAA)                                                     | 플래티넘    | 1,000,000^    |
| ^출하량을 기반으로 한 인증 · 판매량+스트리밍을 기반으로 한 인증 |             |               |